# Marley Dias
Marley Dias (Filadelfia, Pensilvania, 4 de enero de 2005) es una activista y feminista estadounidense. Lanzó una campaña llamada #1000BlackGirlBooks en noviembre de 2015, cuando estaba en sexto grado.

## Biografía
Marley Dias, que lleva el nombre del cantante de reggae Bob Marley, es de ascendencia jamaicana y caboverdiana. Nació en Filadelfia y creció en Nueva Jersey. Marley era una lectora voraz, cuando tenía once años se quejó con su madre de que toda su lectura obligatoria en la escuela eran libros sobre niños blancos y sus perros. Ella dijo: "Realmente no tenía libertad para leer lo que quería". Después de hablar con su madre, Dias decidió comenzar una campaña de libros, #1000BlackGirlBooks, para atraer más atención hacia la literatura con protagonistas femeninas negras.
En 2017, Dias ganó el Premio al Ingenio Americano de la revista Smithsonian en la categoría Juventud.

## Campaña
Marley Dias se enfocó específicamente en libros en los que las chicas negras son los personajes principales, no los personajes secundarios. Lanzó una campaña llamada #1000BlackGirlBooks en 2015, con el objetivo de recolectar 1000 libros para donar a niñas negras. En solo unos meses se recolectaron más de 9000 libros. Muchos de estos libros han sido enviados a una unidad de libros para niños en Newark, la reserva Nación Navajo, Ghana y Jamaica. La campaña también llamó la atención pública sobre la falta de diversidad en la literatura infantil.
Además desarrolló una guía para encontrar ese tipo de libros, creó una base de datos que permite descubrir diferente literatura infantil y juvenil diversa, se contactó con educadores y legisladores para fomentar una nueva mirada en los protagonistas e historias de los libros infantiles,

## Después de la campaña
Dias, cuyo proyecto se popularizó en todo el mundo, escribió y publicó su propio libro, Marley Dias Gets It Done: And So Can You! [Marley Dias lo ha hecho: ¡Así que tú también puedes!]. Marley quiso mostrar a los niños de todo el mundo que sus deseos o sueños pueden hacerse realidad. Scholastic Corporation, una compañía editorial de libros infantiles, anunció que el libro se lanzaría en la primavera de 2018. Marley expresó: "Creo que escribir me da libertad creativa. Me encanta poder hacer lo que quiera. Cuando creo una historia, puedo hacerla tan graciosa, triste o feliz como quiera".
Ha recomendado algunos libros para lectores más jóvenes:
1. The Story of Ruby Bridges por Robert Coles
2. No Mirrors in My Nana's House por Ysaye Maria Barnwell
3. La serie de libros Dear America
4. Chains por Laurie Halse Anderson
5. Brown Girl Dreaming por Jacqueline Woodson
6. Roll of Thunder, Hear My Cry por Mildred D. Taylor

Marley Dias apareció en The Nightly Show with Larry Wilmore, Ellen, CBS This Morning, Charlie Rose y como coanfitriona del programa Girls Can Do. Entrevistó a personas como Hillary Clinton, Misty Copeland y Ava DuVernay para Elle.com. Se ha convertido en la editora más joven de ese sitio web.
Fue reconocida embajadora “21 under 21” (21 personalidades menores de 21 años) por Teen Vogue, En 2018 la revista Forbes la incluyó en la lista Forbes de jóvenes talentos.
Ha sido oradora en diferentes eventos significativos: United State of Women Summit organizado por la ex primera dama Michelle Obama en la Casa Blanca en 2016, la Cumbre de Mujeres de Forbes, Women’s Summit, y en la cumbre de la Fundación Girl Up de las Naciones Unidas, entre otros.

## Libros
1. Marley Dias Gets It Done: And So Can You! [Marley Dias lo ha hecho: ¡Así que tú también puedes!], 2018.[19]